# Tvornica Duhana Rovinj
Tvornica Duhana Rovinj – TDR ist ein kroatischer Zigarettenhersteller in der Rechtsform einer GmbH (kroat.: d.o.o.) mit Sitz in Rovinj.

## Unternehmen
TDR wurde 1872 als Hersteller von Zigarren für die Offiziere der österreichisch-ungarischen Armee gegründet.
Den größten Produktionszuwachs von 3,4 auf 6,2 Mrd. Stück Zigaretten erzielte das Unternehmen im Jahr 2000, als es sich neue Märkte in Serbien und dem Kosovo erschloss und seine Verkaufszahlen im benachbarten Bosnien und Herzegowina wesentlich steigern konnte.
2007 eröffnete das Unternehmen eine moderne Produktionsstätte in der Gewerbezone von Kanfanar bei Rovinj mit einer Jahreskapazität von gegenwärtig 20 Mrd. Stück Zigaretten (20.000 Tonnen Zigaretten).
2014 beschäftigt TDR mehr als 700 Angestellte und ist mit mehr als 27 Prozent Marktanteil der führende Zigarettenhersteller in Ex-Jugoslawien, wo jährlich ca. 59 Mrd. Zigaretten bei ca. 27 Mio. Einwohnern konsumiert werden. In Kroatien hat TDR einen Marktanteil von 85 Prozent, in Bosnien und Herzegowina von 38 Prozent. Aktuelle Zigarettenmarken von TDR sind Avangard, Ronhill, MC, Walter Wolf, F 160, York, Benston, Respect, Largo sowie Kolumbo. TDR exportiert  in weitere europäische Märkte wie Österreich, die Tschechische Republik und die Slowakei, seit 2005 auch in den Mittleren Osten und nach Afrika.
Am 30. September 2015 übernahm British American Tobacco TDR für 550 Mio. Euro vom bisherigen Eigentümer Adris Grupa d.d.